# Црква Светог Николе у Љешу
Црква Светог Николе (алб. Kisha e Shën Nikollës) је срушена историјска црква са остацима Скендербега у Љешу. Данас је позната као Скендербегов маузолеј.

## Историја
Грађевина је првобитно била црква, названа по Светом Николи. У остацима цркве је и данас присутна фреска светитеља, иако је тешко оштећена. Црква се налазила у унутрашњем делу илирског града који су у 1. веку пре нове ере обновили Римљани. Доказ за то је камен „Гавиариус” испред улаза, који су током археолошких ископавања 1975—1980. године откопали Франо Пренди и Кочо Жеку.
Када су Османски Турци освојили Албанију, црква је опљачкана, а они су је претворили у џамију тако што су јој додали дику, михраб и велику минарету. Џамија је добила име по султану Османског царства, Селиму I. Невоља коју је Скендербег задао војним снагама Османског царства била је толика да су Османлије, када су пронашли Скендербегов гроб у цркви Светог Николе, отворили га и направили амајлије од његових костију, верујући да би оне носиоцу дале храброст.
Џамија је била једна од последњих зграда из средњег века у Љешу и није преживела током владавине Енвера Хоџе, који је уништио све џамије у Љешу. Минарета џамије је срушена. Године 1981. овде је отворен Скендербегов маузолеј.